# Saint-Rogatien
Saint-Rogatien ist eine französische Gemeinde mit 2.394 Einwohnern (Stand: 1. Januar 2022) im Département Charente-Maritime in der Region Nouvelle-Aquitaine. Sie gehört zum Arrondissement La Rochelle, zum Kanton La Jarrie und ist Mitglied im Gemeindeverband La Rochelle Agglomération. Die Einwohner werden Rogatien(ne)s (auch: Rogaton(ne)s) genannt.

## Geografie
Saint-Rogatien liegt etwa fünf Kilometer ostsüdöstlich von La Rochelle in der historischen Landschaft Aunis. Umgeben wird Saint-Rogatien von den Nachbargemeinden Périgny im Norden und Nordwesten, Montroy im Nordosten, Clavette im Osten, La Jarne im Süden sowie Aytré im Südwesten.

## Bevölkerungsentwicklung
| Jahr                      | 1962 | 1968 | 1975 | 1982 | 1990 | 1999 | 2006 | 2012 |
| Einwohner                 | 303  | 309  | 557  | 753  | 1272 | 1805 | 1808 | 1956 |
| Quelle: Cassini und INSEE |      |      |      |      |      |      |      |      |

## Sehenswürdigkeiten
Siehe auch: Liste der Monuments historiques in Saint-Rogatien
- Kirche Saint-Rogatien-Saint-Donatien aus dem 12. Jahrhundert, zuletzt im 19. Jahrhundert umgebaut, Glockenturm von 1871

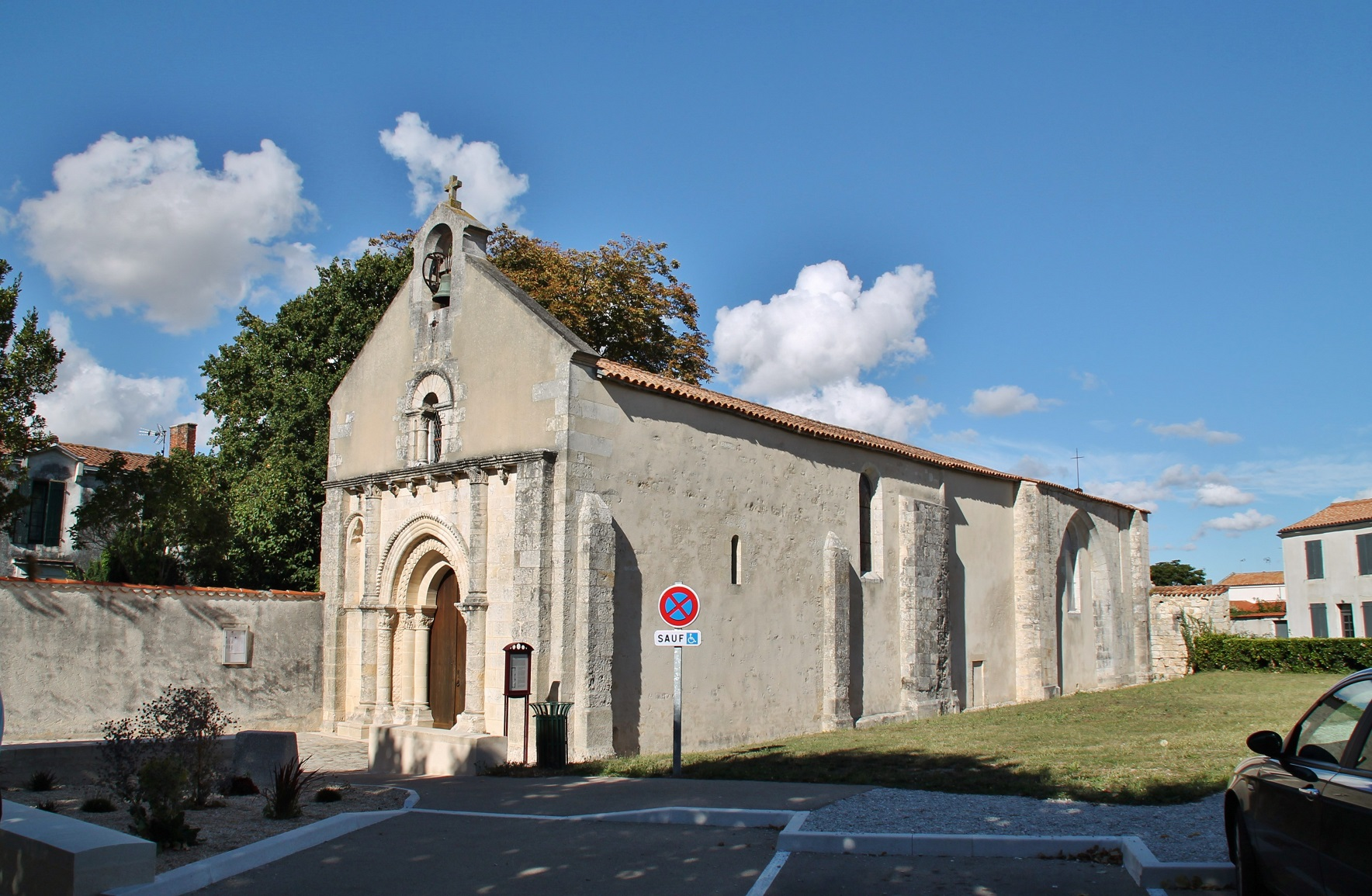
Kirche Saint-Rogatien-Saint-Donatien